# Mory (Seine-et-Marne)
Pour les articles homonymes, voir Mory.
Mory est une ancienne commune française et un village du département de Seine-et-Marne, appartenant à la commune de Mitry-Mory.

## Toponymie
Le nom de la localité est mentionné sous les formes Mauriacum vers 932 ; Mauriacus vers 1093rt ; Moriacum en 1157 ; Mori en 1171 ; Ecclesia Sancti Martini de Mori en 1172 ; Moiri en 1193 ; Moriacum en 1204 ; Moyriacum en 1215 ; Moiriacum en 1220 ; Morin en 1260 ; Morriacum en 1268 ; Mory près de Mittry en France en 1465 ; Mori en France en 1491 ; Mery en France en 1535 ; Morry (Saugrain) ; Mory en France en 1700.

## Histoire
Le château, construit de 1585 à 1595, est saccagé lors de la Révolution, et détruit en 1816.
En 1839, la commune de Mory fusionne avec Mitry, pour former la nouvelle commune de Mitry-Mory.

### Liste des maires
| Période | Période | Identité               | Étiquette | Qualité |
| ------- | ------- | ---------------------- | --------- | ------- |
| 1824    | 1829    | Laurent Maxime Giroust |           |         |

## Démographie
| 1793 | 1800 | 1806 | 1821 | 1831 | 1836 |
| ---- | ---- | ---- | ---- | ---- | ---- |
| 99   | 96   | 97   | 108  | 115  | 106  |

Pour la démographie d'après 1839, voir l'article sur Mitry-Mory.

## Référence
1. ↑  Cartulaire de N.-D. de Paris, I, 275.
2. ↑  Cartulaire de N.-D. de Paris, I, 288.
3. ↑  Cartulaire de N.-D. de Paris, I, 270.
4. 1 2 3 4 5 6  Archives nationales, S 328.
5. ↑  Dom Marrier, p. 307.
6. ↑  Cartulaire de N.-D. de Paris, I, 287.
7. ↑  Histor. France, XXIII, 671.
8. ↑  Archives nationales, S 327.
9. ↑  Archives nationales, K 53017, n° 16.
10. ↑  Henri Stein et Jean Hubert, Dictionnaire topographique du département de la Seine-et-Marne, Paris, 1954 (lire en ligne), p. 389.
11. ↑  Archives de la Seine-et-Marne, B 141.
12. ↑  Des villages de Cassini aux communes d'aujourd'hui, « Notice communale : Mory », sur ehess.fr, École des hautes études en sciences sociales (consulté le 26 juin 2021).